# 호스펜탈역
호스펜탈역(독일어: Bahnhof Hospental)은 스위스 우리주에 있는 호스펜탈 시의 기차역이다. 1,000 mm 미터궤 푸르카-오버알프선의 마터호른 고트하르트 철도이며, 지역 열차로만 운행된다.

## 운행편
다음 서비스는 호스펜탈에서 정차한다.
- 레기오 : 피스프와 안데르마트 사이를 매시간 운행한다.